# А-ля-Буї (тарт)
А-ля-Буї́ (фр. tarte à la Bouillie) — тарт із солодкого тіста, наповнений заварним кремом. Це — традиційна страва кажунів.

## Назва
Bouillie перекладається з французької мови як каша. Тобто назва десерта перекладається як «тарт у стилі каші».

## Приготування
Інгредієнти:
- Солодке тісто
- ½ чашки цукору
- 5 столових ложок крохмалю
- 3 чашки охолодженої суміші вершків і молока (1:9)
- 1 чайна ложка ванільного екстракту

Нагріти піч до 180 °C. У маленькій мисці змішати цукор з крохмалем. В іншу миску додати суміш вершків і молока. Змішати суміш молока й вершків з сумішшю крохмаля й цукру. У каструлі середніх розмірів готуйте отриману суміш на середьному вогні, постійно помішуючи до згущення. Перемішати з ваніллю. Прибрати з вогню. Після того, як суміш трохи охолоне, обгорніть поверхню целофановою плівкою, аби запобігти її застиганню. На поверхні з висипаним борошном розтачуйте солодке тісто у коло діаметром 32 см; зробіть горщик із тіста з діаметром дна 24 см. Додайте суміш і заповніть горщик, закочуючи її в тісто по краях. Запікайте, поки кора не набуде золотисто-коричневого кольору (приблизно від 25 до 30 хвилин). Тарт повинен охолонути до кімнатної температури, потім помістіть його до холодильника на чотири години перед нарізуванням.